# 브루나이의 술탄
브루나이 술탄은 브루나이의 국가 원수이다. 계보는 14세기까지 거슬러 올라간다. 30명의 술탄 목록은 다음과 같다.

## 목록
- 무하마드 샤 (1368년 - 1402년)
- 압둘 마지드 하산 (1402년 - 1408년)
- 아흐마드 (1408년 - 1425년)
- 샤리프 알리 (1425년 - 1433년)
- 술라이만 (1433년 - 1473년)
- 볼키아 (1473년 - 1521년)
- 압둘 카하르 (1521년 - 1575년)
- 사이풀 리잘 (1575년 - 1600년)
- 샤 베루나이 (1600년 - 1605년)
- 하산 (1605년 - 1619년)
- 압둘 자이룰 아크바 (1619년 - 1649년)
- 압둘 자이룰 자바 (1649년 - 1652년)
- 무하마드 알리 (1652년 - 1660년)
- 압둘 무빈 (1660년 - 1673년)
- 무히딘 (1673년 - 1690년)
- 나사루딘 (1690년 - 1705년)
- 후신 카마루딘 (1705년 - 1730년)
- 무하마드 알라우딘 (1730년 - 1745년)
- 후신 카마루딘 (1745년 - 1762년, 복위)
- 오마르 알리 사이푸딘 1세 (1762년 - 1795년)
- 무하마드 타주딘 (1795년 - 1807년)
- 무하마드 자마룰 알람 1세 (1804년 - 1804년)
- 무하마드 칸줄 알람 (1807년 - 1826년)
- 무하마드 알람 (1826년 - 1828년)
- 오마르 알리 사이푸딘 2세 (1828년 - 1852년)
- 압둘 모민 (1852년 - 1885년)
- 하심 자리룰 알람 아카마딘 (1885년 - 1906년)
- 무하마드 자마룰 알람 2세 (1906년 - 1924년)
- 아흐마드 타주딘 (1924년 - 1950년)
- 오마르 알리 사이푸딘 3세 (1950년 - 1967년)
- 하사날 볼키아 (1967년  - 현재)

## 같이 보기
- 술탄
- 브루나이